# 아크민 백반
아크민 백반(Akhmin Facula)은 목성의 위성인 가니메데의 흰 반점 모양의 지형이다. 크기는 245km이다.